# Chaptalia sinuata
Chaptalia sinuata là một loài thực vật có hoa trong họ Cúc. Loài này được (Less.) Vent. ex Steud. mô tả khoa học đầu tiên năm 1840.